# لوئیجی گلومبارد
لوئیجی گلومبارد (انگلیسی: Luigi Glombard؛ زادهٔ ۲۱ اوت ۱۹۸۴) بازیکن فوتبال اهل فرانسه است.
از باشگاه‌هایی که در آن بازی کرده‌است می‌توان به باشگاه فوتبال نانت، باشگاه فوتبال اولدهام اتلتیک، باشگاه فوتبال کاردیف سیتی، و باشگاه فوتبال لستر سیتی اشاره کرد.
وی همچنین در تیم ملی فوتبال زیر ۱۸ سال فرانسه بازی کرده‌است.